# Christine Angot
Christine Pierrette Marie-Clothilde Angot, nata Schwartz (Châteauroux, 7 febbraio 1959), è una scrittrice e drammaturga francese che nelle sue opere letterarie ha scritto a più riprese della relazione incestuosa avuta col proprio padre.
Le opere di Angot sono spesso classificate come autofiction o con l'appellativo di nombriliste, entrambi rifiutati dall'autrice. Il suo progetto letterario è caratterizzato soprattutto dalla presenza di un metadiscorso sulla ricezione della sua parola sull'incesto, con cui sondare il rapporto della società su questo tabù fondamentale. Descrive la propria parola letteraria come performativa, come qualcosa che «agisce» (si vedano le prime pagine di Quitter la ville).
È diventata una figura di spicco della letteratura francese contemporanea a partire dal 1999, quando il suo romanzo più celebre, L'incesto, è diventato un caso editoriale.

## Opere

### Romanzi
- (FR) Vu du ciel, Parigi, Gallimard, 1990, ISBN 2-07-078020-1.
- (FR) Not to Be, Parigi, Gallimard, 1991, ISBN 2-07-072358-5.
- (FR) Léonore, toujours, Parigi, Gallimard, 1994, ISBN 2-02-101214-X.
- (FR) Interview, Parigi, Fayard, 1995, ISBN 2-21-359487-2.
- (FR) Les Autres, Parigi, Fayard, 1997, ISBN 2-23-405345-5.
- (FR) Sujet Angot, Parigi, Fayard, 1998, ISBN 2-21-360156-9.
- (FR) L'Inceste, Parigi, Stock, 1999, ISBN 2-23-405148-7.
  -  L'incesto, traduzione di Catherine McGilvray, Torino, Einaudi, 2000, ISBN 88-06-15507-5.
- (FR) Quitter la ville, Parigi, Stock, 2000, ISBN 2-23-405295-5.
- (FR) Pourquoi le Brésil?, Parigi, Stock, 2002, ISBN 2-23-405521-0.
- (FR) Peau d'âne, Parigi, Stock, 2003, ISBN 2-25-311214-3.
- (FR) Les Désaxés, Parigi, Stock, 2004, ISBN 2-23-405703-5.
- (FR) Une partie du cœur, Parigi, Stock, 2004, ISBN 2-23-405757-4.
- (FR) Rendez-vous, Parigi, Flammarion, 2006, ISBN 2-74-419645-2.
  -  Rendez-vous, traduzione di Francesco Bruno, Parma, Guanda, 2008, ISBN 978-88-6088-605-7.
- (FR) Le Marché des amants, Parigi, Seuil, 2008, ISBN 2-02-098465-2.
  -  Il mercato degli amanti, traduzione di Francesco Bruno, Parma, Guanda, 2010, ISBN 978-88-6088-977-5.
- (FR) Les Petits, Parigi, Flammarion, 2011, ISBN 2-08-125364-X.
- (FR) Une semaine de vacances, Parigi, Flammarion, 2012, ISBN 978-20-812-8940-6.
  -  Una settimana di vacanza, traduzione di Francesco Bruno, Parma, Guanda, 2013, ISBN 978-88-235-0412-7.
- (FR) Un amour impossible, Parigi, Flammarion, 2015, ISBN 2-08-128917-2.
- (FR) Un tournant de la vie, Parigi, Flammarion, 2018, ISBN 978-20-814-4421-8.
- Le Voyage dans l'Est, Flammarion, 2021

### Raccolte di racconti
- (FR) La Petite Foule, Parigi, Flammarion, 2014, ISBN 978-20-812-8916-1.

### Opere teatrali
- Corps plongés dans un liquide (1992)
- Nouvelle Vague (1992)
- Même si (1996)
- Arrêtez, arrêtons, arrête (1997) - libretto
- L'Usage de la vie (1998)
- Mais aussi autre chose [1999)
- La Confession (1999)
- La Fin de l'amour (2000)
- Normalement (2001)
- La Peur du lendemain (2001)
- La Place du singe (2005)
- Dîner en ville (2018)

### Sceneggiature per il cinema
- L'amore secondo Isabelle (Un beau soleil intérieur), regia di Claire Denis (2017)
- Incroci sentimentali (Avec amour et acharnement), regia di Claire Denis (2022)

## Premi
- 2005: Prix France Culture per Les Désaxés e Une partie du cœur[1]
- 2006: Prix de Flore per Rendez-vous[1]
- 2012: Prix Sade per Une semaine de vacances[2][3], rifiutato dall'autrice[4]
- 2015: Prix Décembre per Un amour impossible[5]
- 2021: Prix Médicis[6] e Prix Les Inrockuptibles[7] per Le Voyage dans l'Est

## Onorificenze
Il 17 gennaio 2013 le è stato conferito il grado di Ufficiale dell'Ordre des Arts et des Lettres